# Onthophagus parcepilosus
Onthophagus parcepilosus es una especie de insecto del género Onthophagus, familia Scarabaeidae, orden Coleoptera.

Fue descrita científicamente por Balthasar en 1966.